# Pseudoplatylabus capitatus
Pseudoplatylabus capitatus är en stekelart som beskrevs av Heinrich 1934. Pseudoplatylabus capitatus ingår i släktet Pseudoplatylabus och familjen brokparasitsteklar. Inga underarter finns listade i Catalogue of Life.